# Nikola Jovanović (baloncestista)
Nikola Jovanović (en serbio Никола Јовановић, Belgrado, 6 de abril de 1994) es un baloncestista serbio que pertenece a la plantilla del Scafati Basket de la  Lega Basket Serie A. Con 2,11 metros de estatura, juega en la posición de ala-pívot.

## Trayectoria deportiva

### Primeros años
Comenzó jugando baloncesto en su país en las categorías inferiores del KK Partizan, promediando en 2012 10,2 puntos y 6,6 rebotes por partido. De ahí marchó a Estados Unidos, jugando la temporada sénior en el Arlington Country Day School en Jacksonville, Florida, donde promedió 15 puntos y 12 rebotes.

### Universidad
Jugó tres temporadas con los Trojans de la Universidad del Sur de California, en las que promedió 10,8 puntos y 6,1 rebotes por partido. El 14 de abril de 2016 anuncia su intención de presentarse al Draft de la NBA, renunciando así a su último año de universidad.

### Profesional
Tras no ser elegido en el Draft de la NBA de 2016, se unió a los Detroit Pistons para disputar las Ligas de Verano de Orlando y a Los Angeles Lakers para disputar las de Las Vegas. El 26 de septiembre firmó contrato con los Pistons para disputar la pretemporada, pero fue despedido el 17 de octubre tras disputar un único partido de preparación.
Tras ser elegido en el Draft de la NBA Development League, el 30 de octubre firmó con los Grand Rapids Drive como jugador afiliado de los Pistons.
El 29 de junio de 2017 firmó contrato por tres temporadas con el Estrella Roja de la liga de Serbia.
El 6 de agosto de 2020 se desvincula del Estrella Roja para fichar por una temporada con el KK Igokea.
En la temporada 2021-22, firma por el Nizhni Nóvgorod de la VTB United League.